# Pieve Emanuele
Pieve Emanuele is een gemeente in de Italiaanse metropolitane stad Milaan (regio Lombardije) en telt 15.684 inwoners (31-12-2004). De oppervlakte bedraagt 13,1 km², de bevolkingsdichtheid is 1277 inwoners per km².
De volgende frazioni maken deel uit van de gemeente: Fizzonasco, Tolcinasco.

## Demografie
Pieve Emanuele telt ongeveer 5478 huishoudens. Het aantal inwoners steeg in de periode 1991-2001 met 0,8% volgens cijfers uit de tienjaarlijkse volkstellingen van ISTAT.
| Jaar | Inwoneraantal |
| ---- | ------------- |
| 1991 | 15.634        |
| 2001 | 15.759        |

## Geografie
Pieve Emanuele grenst aan de volgende gemeenten: Rozzano, Opera, Locate di Triulzi, Basiglio, Lacchiarella, Siziano (PV).